# Holden Ute
O Ute é um veículo do tipo pick-up leve de porte médio da Holden.